# Honoré Icard
Pour les articles homonymes, voir Icard.
Honoré Icard, né à Tourtouse (Ariège) le 19 mars 1843, et mort à Saint-Germain-en-Laye (alors en Seine-et-Oise) le 29 avril 1917,, est un sculpteur français.

## Biographie
Honoré Icard commence comme apprenti chez un ébéniste-sculpteur à Saint-Girons (Ariège). Il travaille ensuite chez un ornemaniste de Clermont-Ferrand, ville où il obtient en 1869 un premier prix de sculpture à l'École des beaux-arts.
Lors de la guerre de 1870, il est fait prisonnier à Prague. Libéré, il souhaite rejoindre Paris pour achever sa formation et y étudie à l'École des arts décoratifs. Il y suit l'enseignement d'Aimé Millet et d'Auguste Dumont. Il travaille ensuite à la Manufacture de Sèvres de 1892 à 1908.
Honoré Icard épouse la sculptrice Francine Ducrot en 1892. Signant Ducrot-Icard, ils travailleront en collaboration sur leurs œuvres à partir de la toute fin du XIXe siècle.
Installé depuis de nombreuses années à Saint-Germain-en-Laye, il y meurt dans son château en 1917.
À Paris, il expose chaque année au Salon de peinture et de sculpture de 1875 (date où il devient membre de la Société des artistes français) à 1913. Il y fut membre du jury à plusieurs reprises.
Il est inhumé au cimetière du Père-Lachaise (90e division).

## Œuvres dans les collections publiques

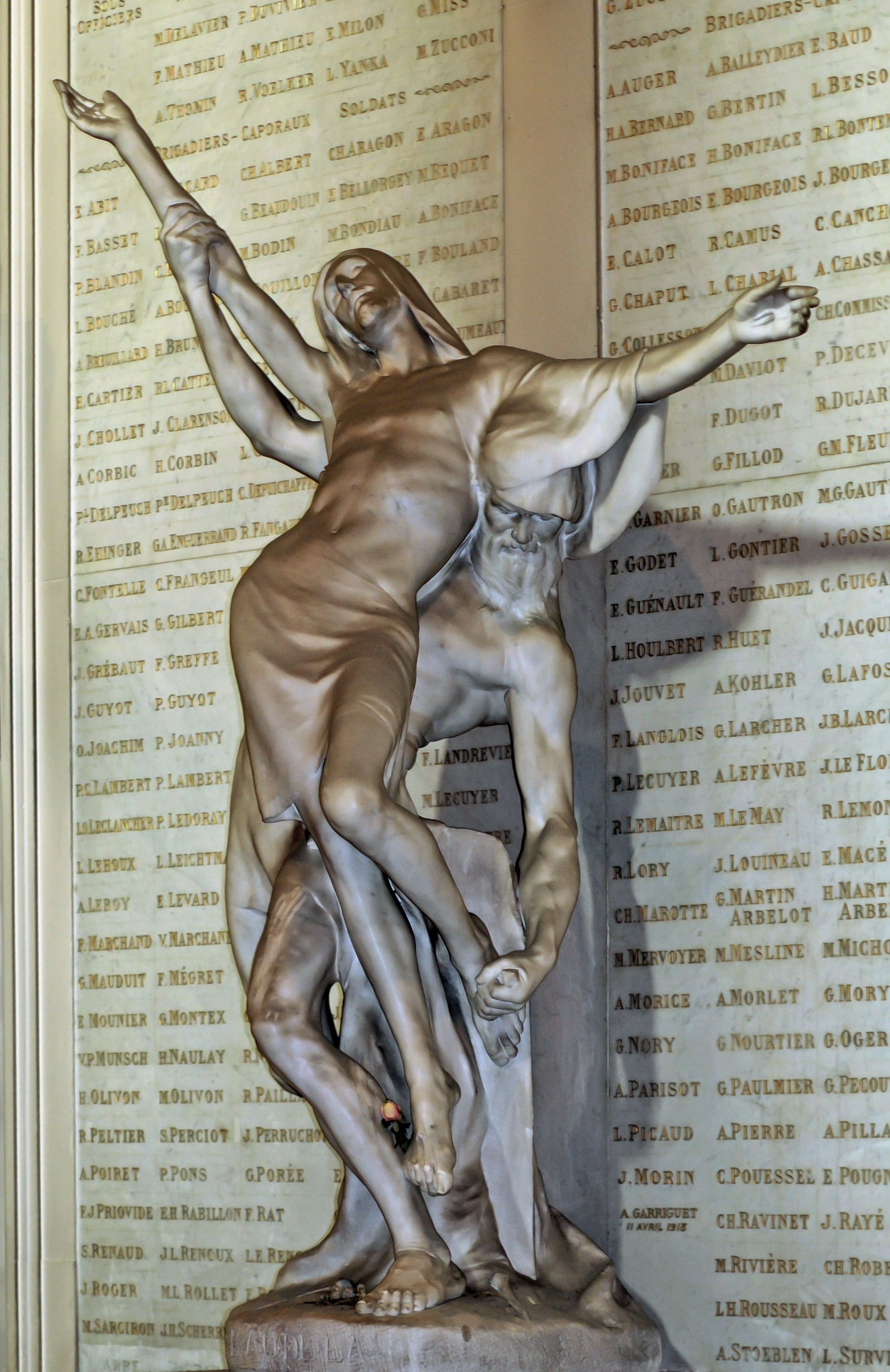
L'Au-delà (1913), marbre, Saint-Germain-en-Laye, église Saint-Germain.

Icard ayant légué sa production à l'État, la plupart de ses œuvres sont (ou ont été) conservées dans les réserves de musées. Certaines de ses sculptures ont été détruites ou perdues.
- Chantilly, musée Condé : Le Duc de Luynes, marbre, commande de l'État pour l'Institut.
- Dieppe, château de Dieppe : L'Araignée, 1901, biscuit de la Manufacture de Sèvres[4].
- Évreux, musée d'Évreux : David devant Saül, ou David jouant de la Harpe, marbre. Le modèle en plâtre de 1877 (détruit) a été présenté à l'Exposition universelle de 1878 à Paris sous le titre David devant Saül.
- Foix, musée départemental de l'Ariège : Saint-Jérome, 1876. Acheté en 1879 par le musée communal de Foix. Œuvre non localisée.
- Lille, palais des beaux-arts : Buste d'un antiquaire du Pont des arts, 1901, grès de la Manufacture de Sèvres[5].
- Marseille, musée des beaux-arts : Les Vierges folles, haut-relief en marbre, en collaboration avec Francine Ducrot[6].
- Pamiers : Monument à Pierre Bayle, 1905, bronze, envoyé à la fonte sous le régime de Vichy[7]. Une version miniature serait en dépôt à la mairie de Pamiers[réf. nécessaire].
- Paris :
  - hôtel de Soubise : Armand-Gaston Camus, buste en marbre.
  - Bibliothèque nationale de France, site Richelieu : Buste de Jean-Baptiste Colbert, 1883, marbre.
- Saint-Germain-en-Laye :
  - église Saint-Germain : L'Au-delà, 1913, groupe en marbre.
  - jardin des Arts : Le Nautonnier, marbre.
- Troyes, musée des beaux-arts : Les Vierges folles, 1897, haut-relief en plâtre, en collaboration avec Francine Ducrot[8].

## Salons et expositions
- Salon :
  - 1875 : Le XIXe siècle porte le flambeau de la lumière et chasse la barbarie (n°3161), localisation inconnue ;
  - 1876 : Saint-Jérome (n°3366) ;
  - 1877 : Madame A…, buste en marbre (n°3875), localisation inconnue.
- Exposition universelle de 1878 à Paris : David devant Saül, plâtre, Saint-Jérome.
- Exposition universelle de 1893 à Chicago : Les Droits de l'Homme, localisation inconnue.
- Salon de 1897 : Les Vierges folles[9].
- Exposition universelle de 1900 à Paris : Les Vierges folles, Nautonnier et L'Araignée, marbre.
- Salon des artistes français de 1910 : Jahel, marbre[10], localisation inconnue.

## Récompenses
- 1876 : médaille de troisième classe lors du Salon de peinture et de sculpture.
- 1890 : médaille de deuxième classe lors du Salon des artistes français.
- 1892 : médaille de première classe lors du Salon des artistes français.
- 1900 : médaille d'argent lors de l'Exposition universelle de 1900.

## Galerie

Œuvres d'Honoré Icard
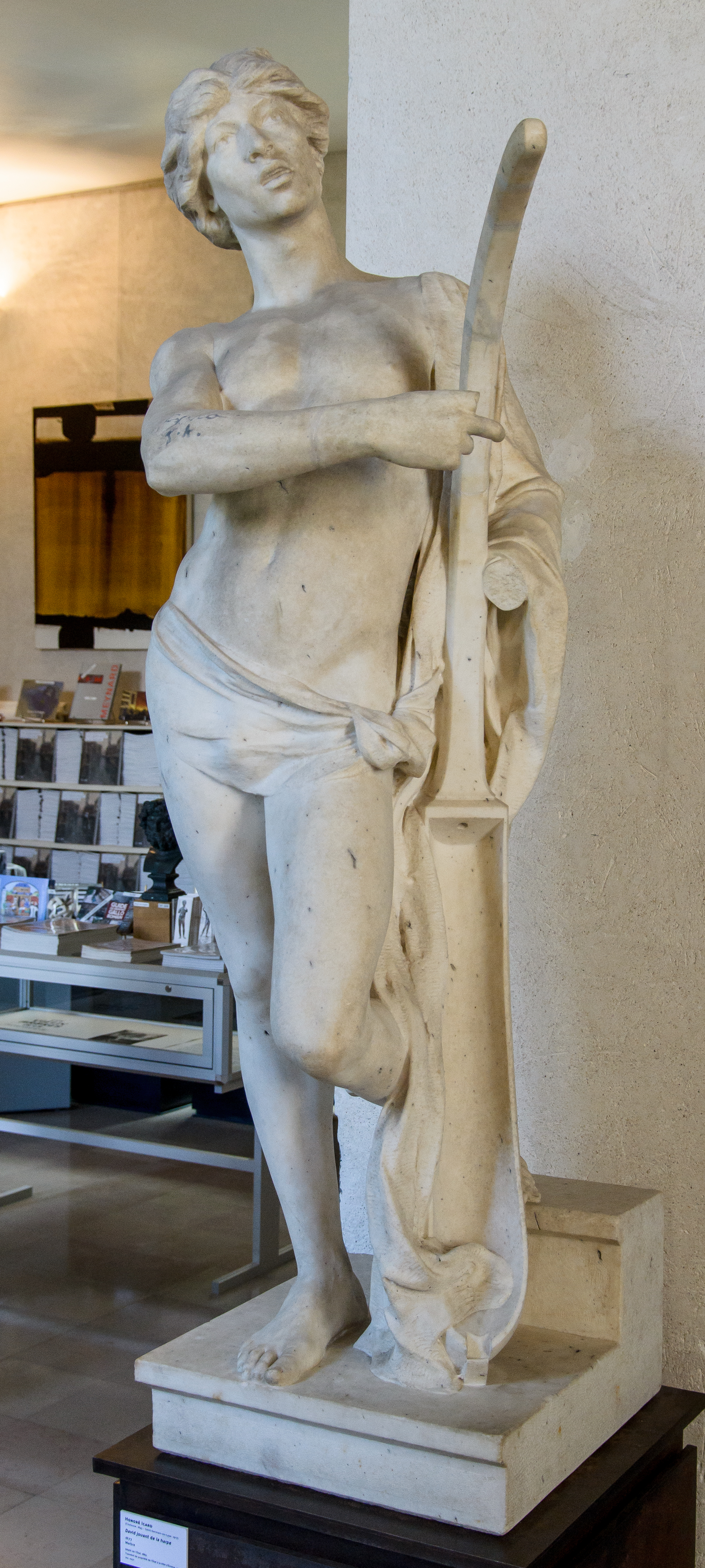
David devant Saül (1877), marbre, musée d'Évreux.
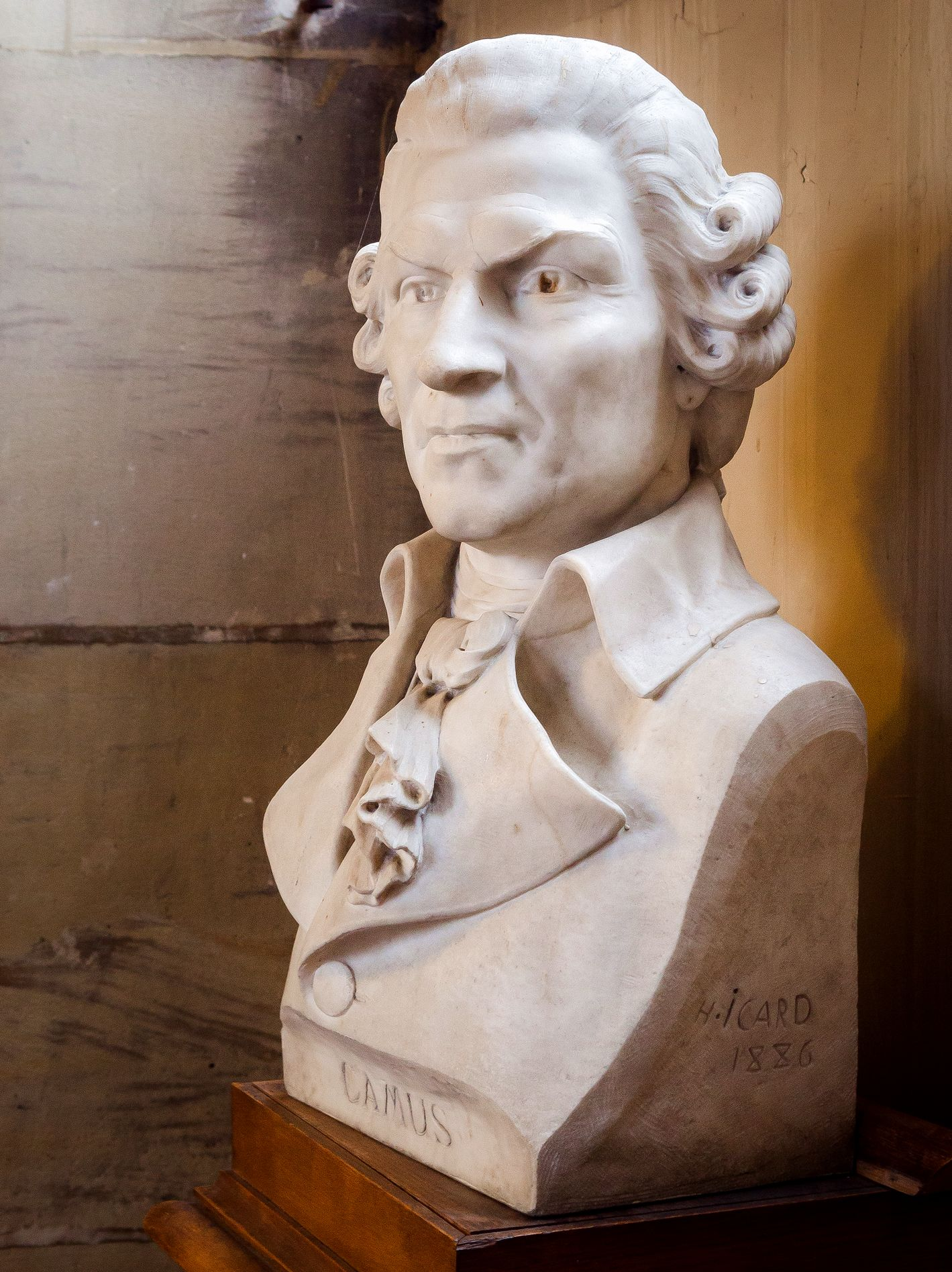
Armand-Gaston Camus (1886), marbre, Paris, hôtel de Soubise.
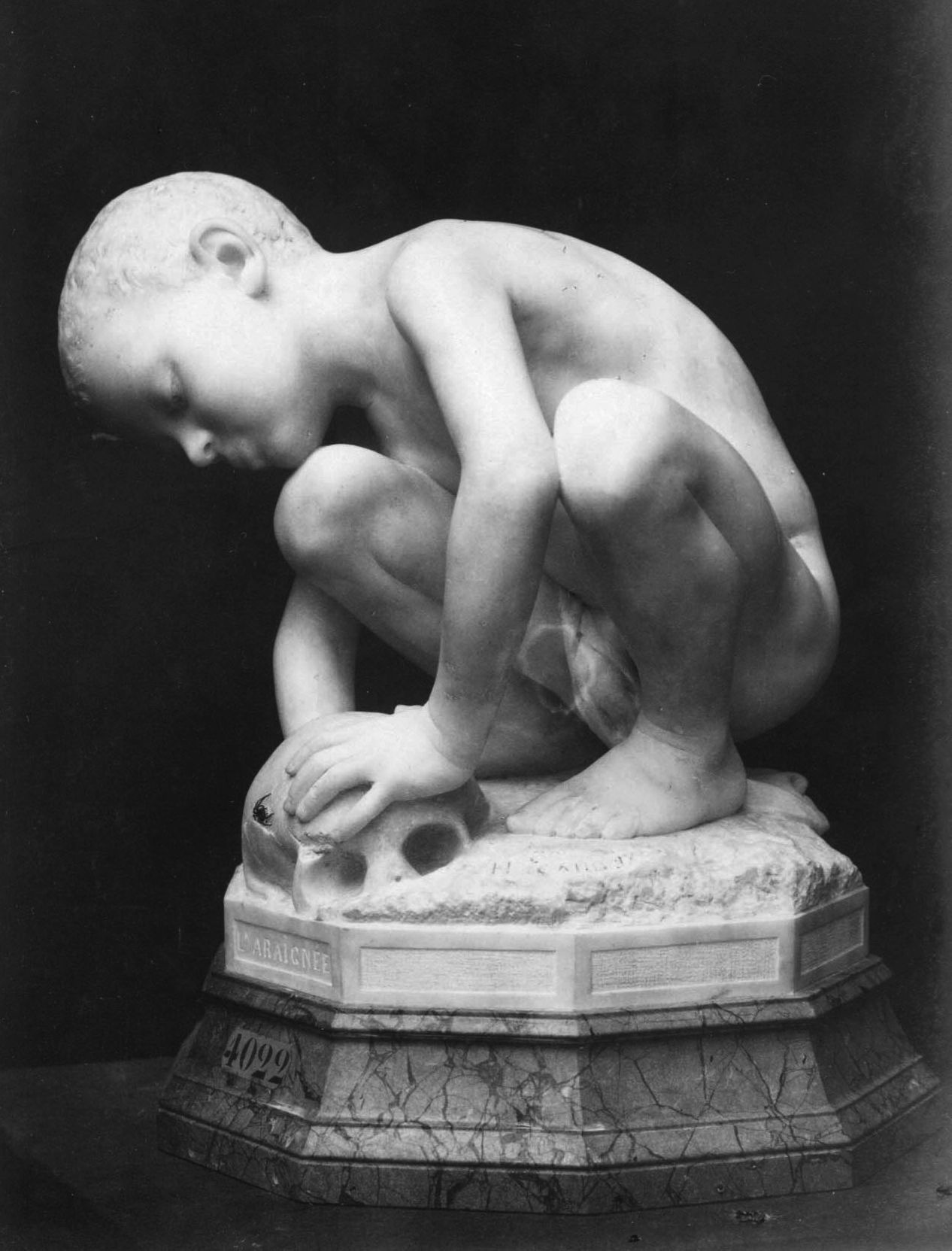
L'Araignée (Salon de 1890), marbre.
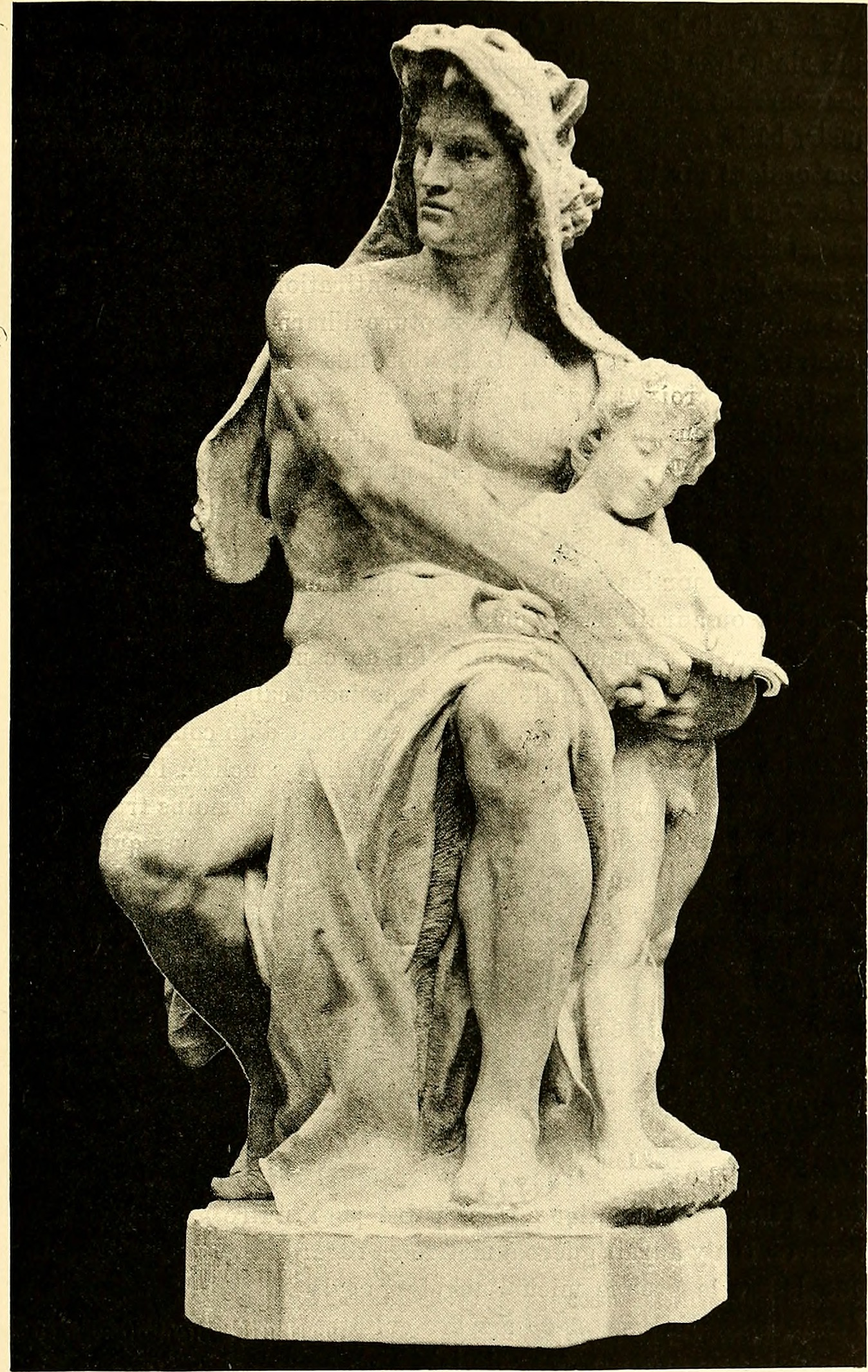
Les Droits de l'Homme (Salon de 1893).
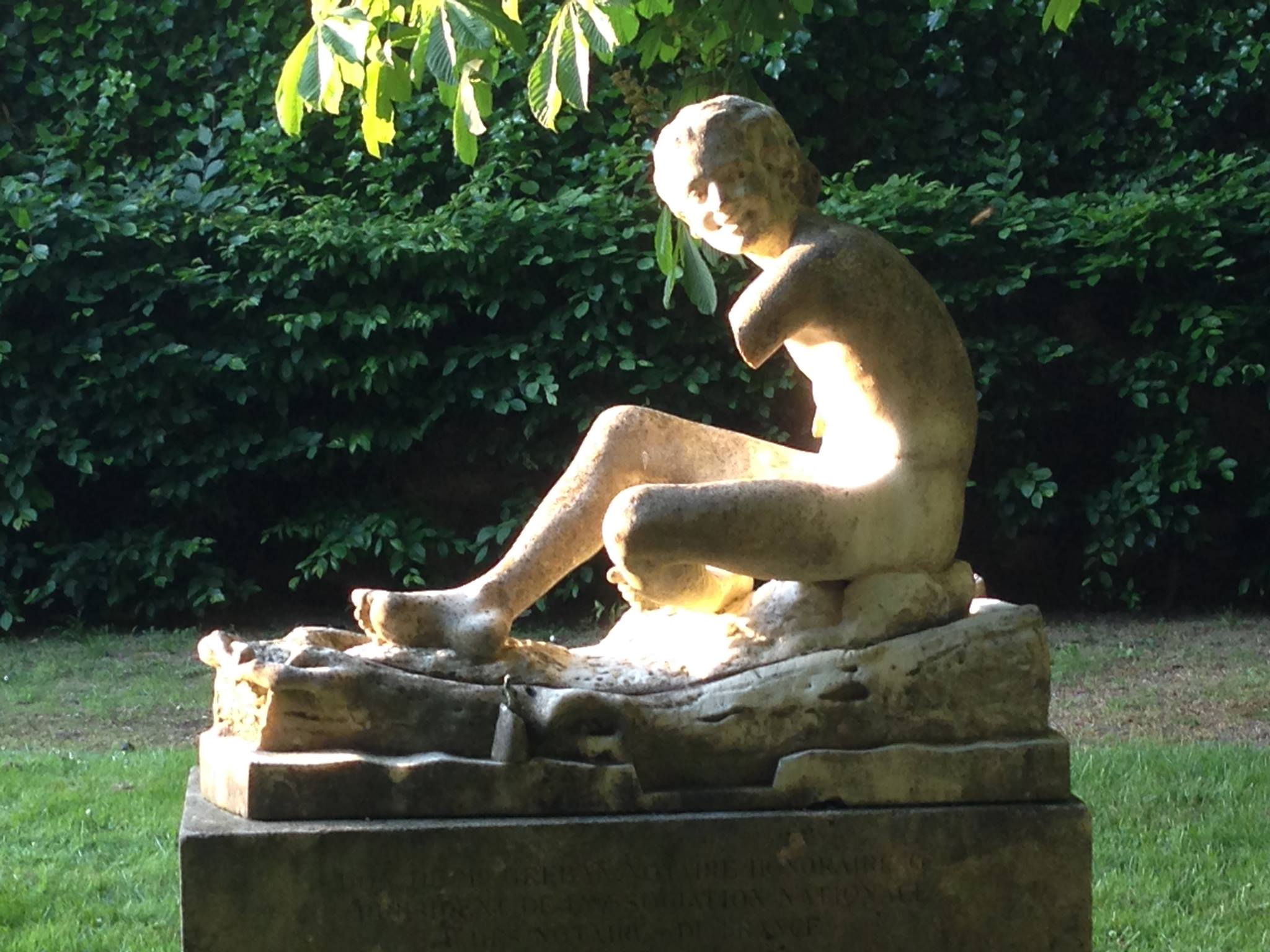
Le Nautonnier (1894), marbre, Saint-Germain-en-Laye, jardin des Arts.